# 田榮
田荣（前3世纪？—前205年），秦末齐国狄县（今山东省高青县东南）人，秦末軍事人物，原田齐公族，秦末民變時的六國群雄之一。

## 生平

### 反秦
秦二世二年（前208年）十月，陳涉派周巿在东方攻城略地，至狄地，田荣和从兄田儋、弟弟田横擊殺当地县令。田儋自立為齊王，占领整个齊地。六月，秦將章邯於臨濟圍攻魏王魏咎，田儋率兵救魏。章邯大破齊、楚軍，於臨濟下殺田儋。
齐人乃立齐王建的弟弟田假为王，田假以田角为相國，田间为大將軍，田荣起兵，将田假趕走，田假逃亡楚国。田間之前向趙國求救，留在趙國不敢回來。田榮立田儋的兒子田巿為齊王，要求楚國殺掉田假、趙國殺掉田間。楚國與趙國都不理會，所以田荣與楚國結怨，没有随项羽入关中，也與趙國結怨。秦二世三年（前207年）十月，副将田都、田安背叛田荣；十二月，齐王建的孙子田安攻克济北郡，随项羽入关中。

### 起兵击楚
汉元年（前206年）正月，项羽分封十八诸侯，封田都为齐王（临淄王）、田安为济北王、田市为胶东王，没有封田荣。田荣不服，不让田市离开临淄去胶东国。田市害怕项羽怪罪，悄悄到了胶东。五月，田荣起兵反抗项羽，田荣率兵攻打田都，田都奔楚。六月，田荣率兵击杀田市。七月，击杀田安，田荣自立为齐王。
项羽大怒，率大军伐齐。汉二年（前205年）正月，田荣兵败，逃至平原县，被平原人杀死。
田荣身故后，项羽再立田假为齐王。三月，田假被田荣的弟弟田横击败，再投楚国，被项羽所杀。田横收复失地，立荣子田广为王。

## 延伸阅读
[在维基数据编辑]
 《史記/卷094》，出自司馬遷《史記》